# Fragment de La Haye
Het Fragment de La Haye is een manuscript in het Latijn, dat waarschijnlijk geschreven is in het noorden van Frankrijk en dateert uit het einde van de 10e of het begin van de 11e eeuw. De tekst, die is samengesteld uit drie bladeren en geschreven is in epische stijl, vertelt de avonturen van Willem van Oringen.